# F-Campus
F-Campus（エフキャンパス）は、東京23区内でも比較的に近隣に本部が所在する5大学によって2001年度から実施されており、単位互換の制度および制度を実施するための協定。

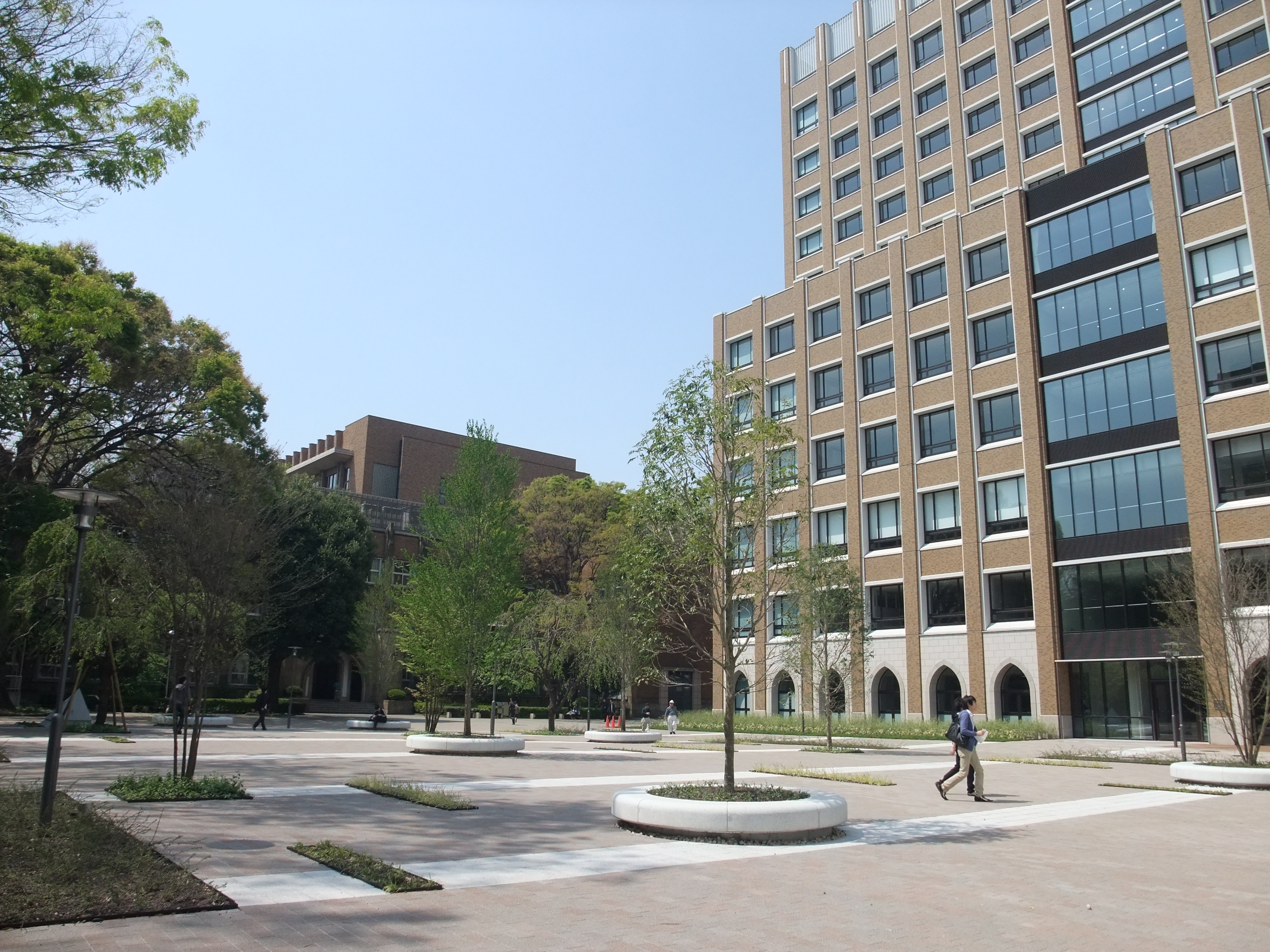
学習院大学
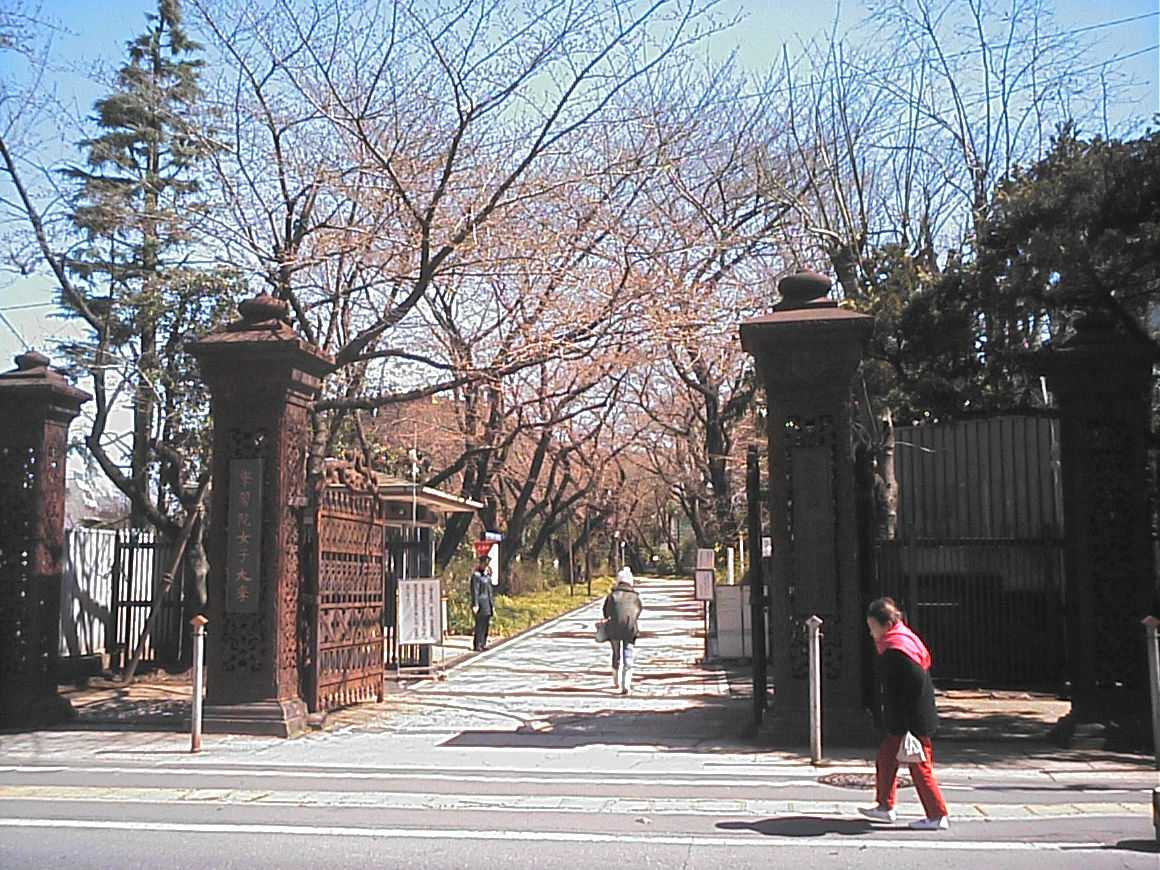
学習院女子大学
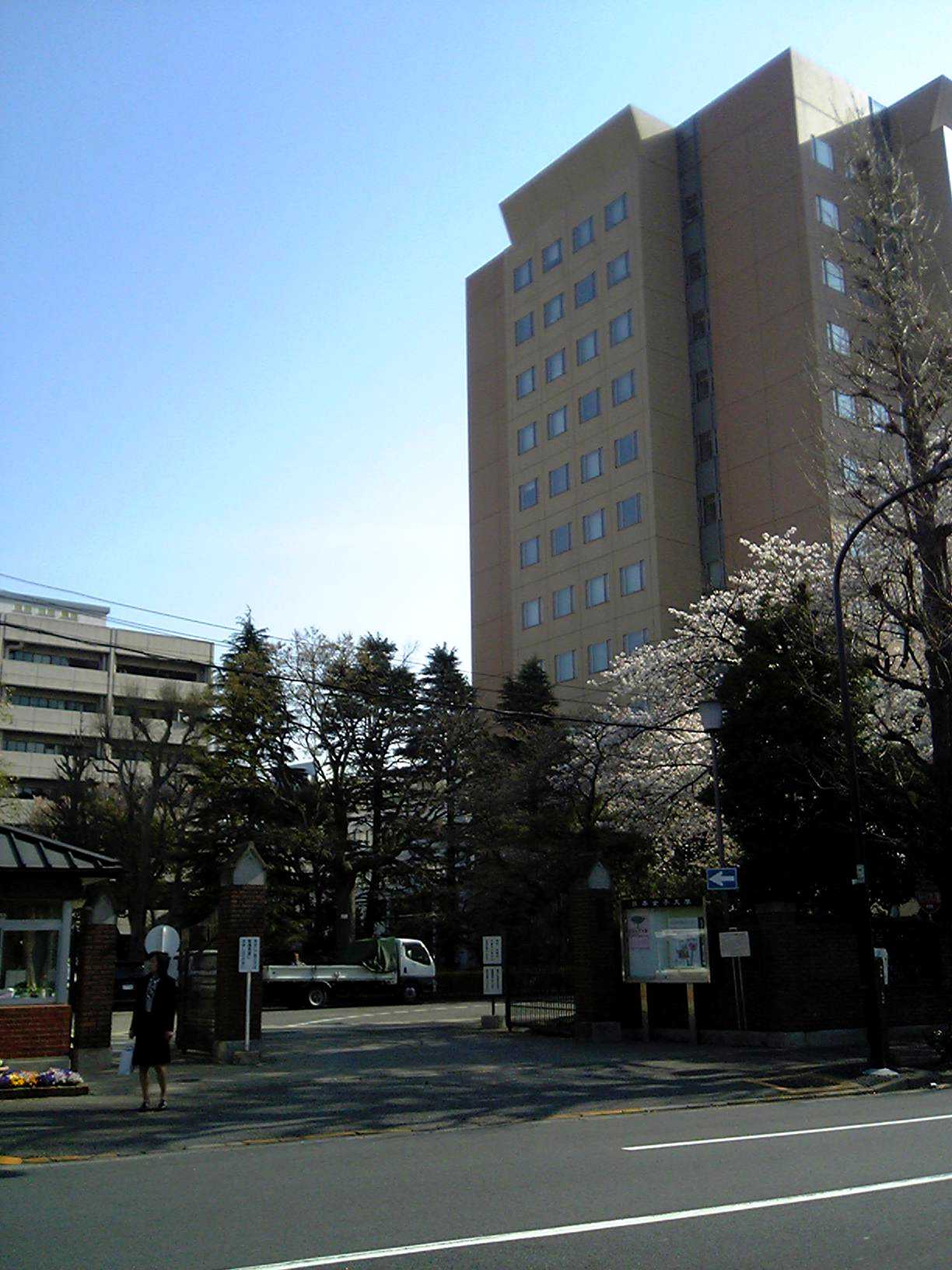
日本女子大学
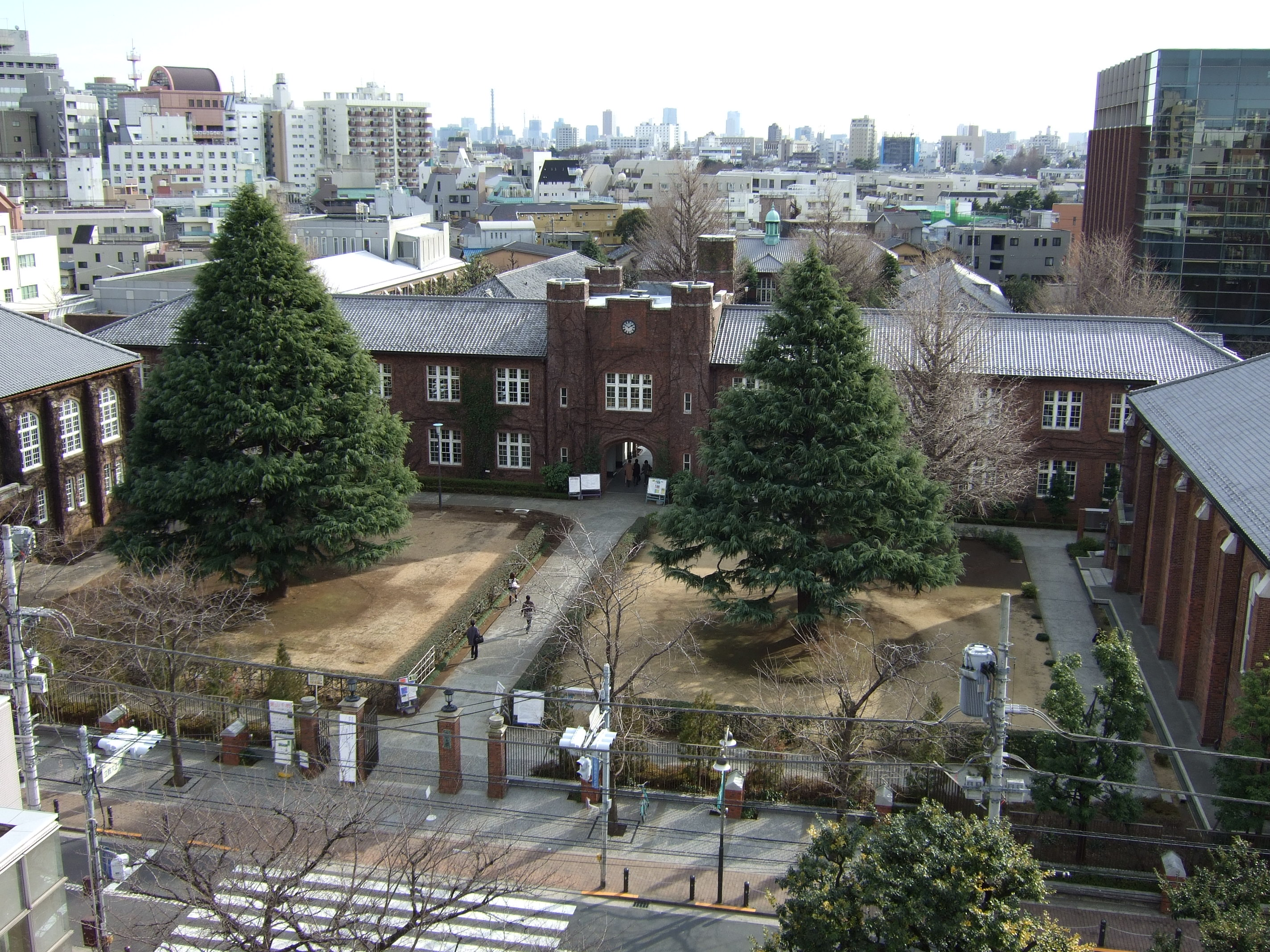
立教大学
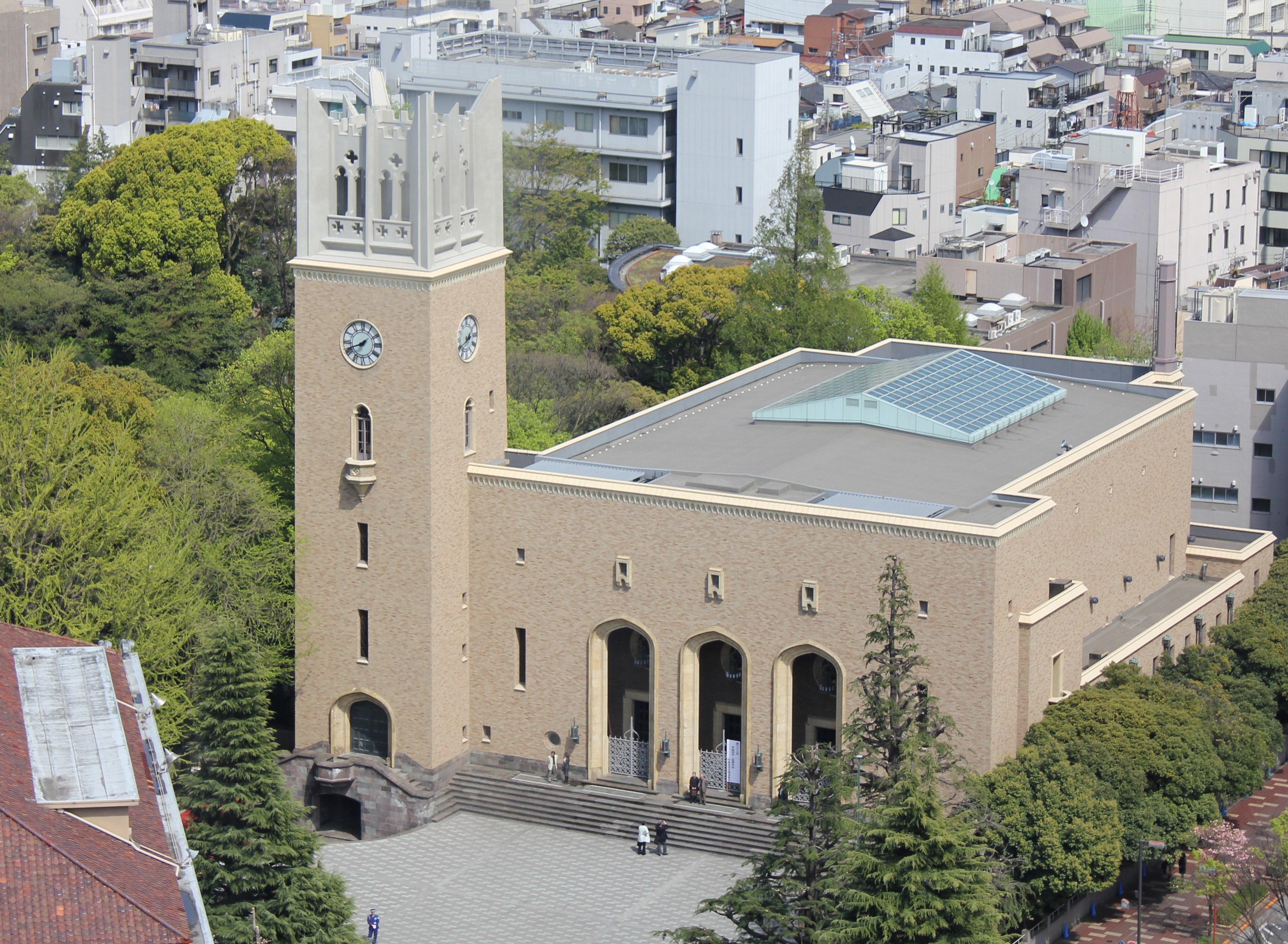
早稲田大学

## 概要
FiveやFreedomなどの頭文字であるFにかけて「f-campus」という名称が決められた。かつて早稲田大学理工学部と学習院女子短期大学の間に存在した単位互換制度を母体としている。
なお学習院大学と学習院女子大学の間にはこの制度とは別の単位互換制度もある。
各大学の学生は、協定大学により提供される授業を特別聴講学生として受講し、修得した単位を所属大学の卒業単位に組み入れることができる。特別聴講学生の授業履修に係る授業料等については、相互に免除される。（受講する授業の履修に必要な実験・実習費等特別な経費がある場合は、各大学が別に定める。）特別聴講学生は、受講する大学の図書館や、履修する授業に必要な施設を利用することができる。

## 協定締結大学
- 学習院大学
- 学習院女子大学
- 日本女子大学
- 立教大学
- 早稲田大学